# Doll & Co.
Doll & Co. war ein 1898 in Nürnberg gegründeter deutscher Spielzeughersteller. Die Produktpalette des Unternehmens umfasste vornehmlich Dampfmaschinen und Modelleisenbahnen. 1938 wurde die Firma arisiert und von ihrem Konkurrenten Fleischmann übernommen.

## Geschichte

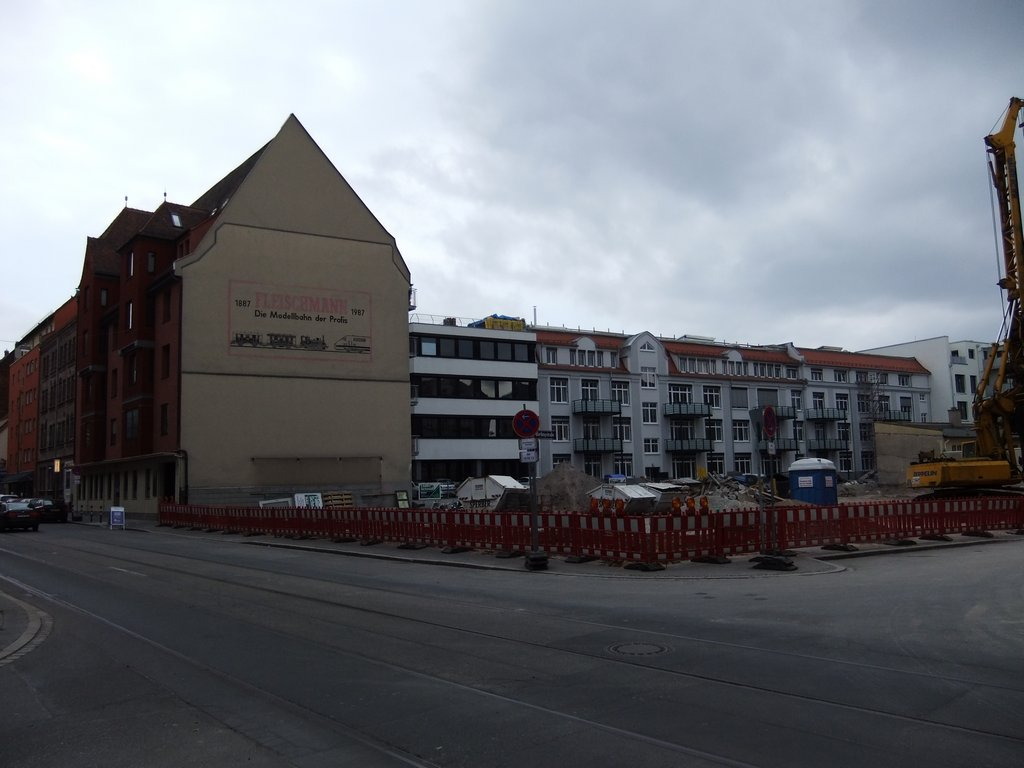
Blick auf das Fabrikgelände am Nürnberger Kirchenweg 13 im März 2012.

1898 gründeten John Sondheim und der Blechschmied Peter Doll in Nürnberg einen Herstellungsbetrieb für Spielzeug. In der Frühphase konzentrierte sich das Unternehmen auf die Produktion von immobilen Dampfmaschinen. Ausländische Absatzmärkte fanden sich in Großbritannien und Irland sowie außerhalb Europas in den Vereinigten Staaten. Die Produktion befand sich zunächst in angemieteten Räumen an der Bergstraße im Burgviertel, später baute das Unternehmen ein eigenes Fabrikgebäude mit Wohnhaus am Kirchenweg 13, das heute noch existiert.
Kurz vor Ausbruch des Ersten Weltkriegs schloss sich ein Neffe Sondheims, Max Bein, dem Unternehmen an. Ab diesem Zeitpunkt bekam Doll einen kreativen Schub und entwickelte diverse Marktneuheiten, insbesondere Uhrwerke. Nach dem Krieg, in den 1920er Jahren, wurde die Produktionslinie der Dampfmaschinen wiederbelebt. Zudem wurden Modelleisenbahnen gebaut, ein dampfbetriebener Spielzeugautotyp und ein ebenso betriebener Lastkraftwagen.

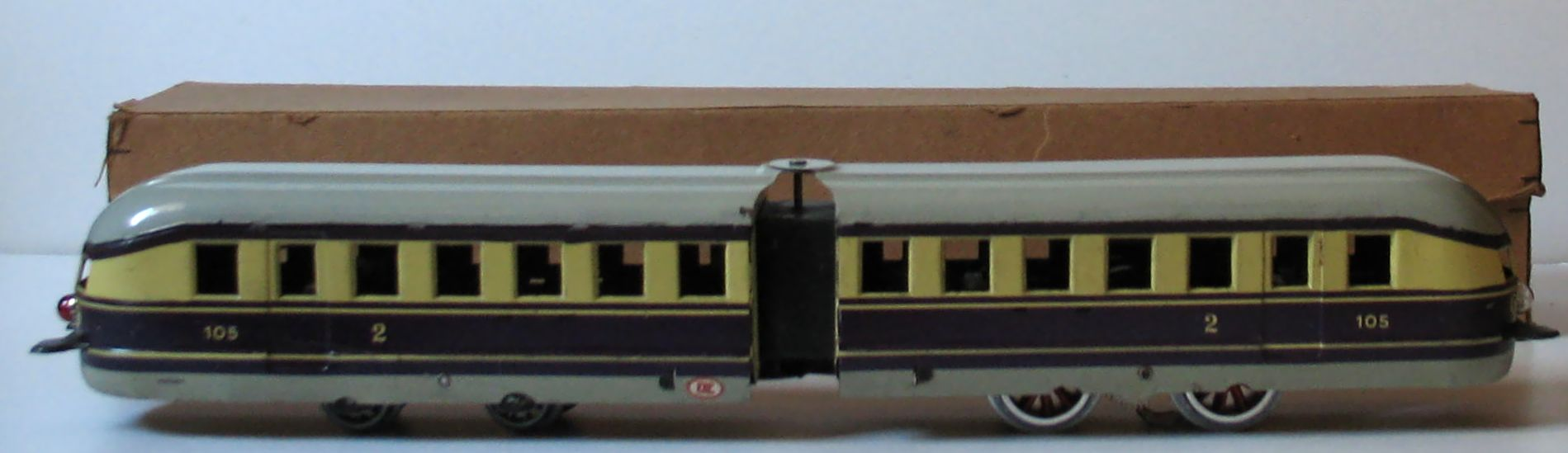
Triebwagen der Fa. Doll & Co.; auch als „Fliegender Hamburger“ bekannt

1938 geriet das Unternehmen in den Fokus der Nürnberger Rassegesetze, da die Firmengründer jüdischer Herkunft waren und das Nazi-Regime die Arisierung des Betriebes forderte. Doll hatte bis zu diesem Zeitpunkt 250 Beschäftigte. Max Bein musste die Firma zu einem Bruchteil ihres Werts verkaufen. Die Familie konnte sich vor dem Holocaust retten. Die Töchter wurden 1939 mit einem Kindertransport nach England geschickt, den Eltern gelang bei Kriegsausbruch im letzten Moment die Flucht über Holland in die Vereinigten Staaten, wo sich die Familie im Oktober 1940 bei Boston wieder vereinte.
Die Firma Fleischmann übernahm Doll und konnte damit die bisherige Produktpalette um Modelleisenbahnen der Spur 0 und Dampfmaschinen ergänzen. Die Marke „Doll“ blieb bis 1949 und damit über den Zweiten Weltkrieg hinaus erhalten. Ein späteres Rückgabeangebot Fleischmanns schlugen die Doll-Firmenbegründer aus und ließen sich stattdessen ihre Aktienanteile ausbezahlen.
Das Signet war „DC“ in rot auf einer grünen beziehungsweise weißen ovalen Fläche.

## Eisenbahnen
Die Eisenbahnen wurden nahezu ausschließlich in der Nenngröße 0 und in hochwertiger Qualität hergestellt.